# 山元祐介
山元 祐介（やまもと ゆうすけ）は、日本のソングライター、編曲家。福岡県出身。血液型はO型。

## 概要
ゲーム開発会社等勤務後、2008年にANNAの1stソロシングル『ラッキーチューン』のC/W曲、「星のカケラ」で作詞も兼ね作曲家デビュー。

## 主な作品
- ANNA
  - 「星のカケラ」（作詞・作曲・編曲）
  - 「Stand up」（作詞・作曲）
- RYTHEM
  - 「ぎゅっとして feat.常田真太郎(from スキマスイッチ) 」（作曲）
- タイナカサチ
  - 「運命人」（作曲）
  - 「Orange」（作曲・編曲）
  - 「Voice〜辿りつく場所〜」（作曲）
  - 「雲のかけら」（作曲）
- AKB48
  - 「Choose me!」（作曲）
- 東京女子流
  - 「キラリ☆」（作曲）
- 浪川大輔
  - 「風を連れて」（作曲・編曲）
- 伊藤静
  - 「あいあい傘」（作曲・編曲）
  - 「足跡」（編曲）
- 伊藤かな恵
  - 「ここから」（作曲）
- ちょうちょ
  - 「Dramatic daydream」（作曲・編曲）

### アニメ
- 『金色のコルダ』
  - キャラクターソング「MOVE」（作曲・編曲）
  - キャラクターソング「卒業 〜For You〜」（作曲・編曲）
- 『会長はメイド様!』
  - オープニングテーマ「My Secret」（作曲）
- 『咎狗の血』
  - エンディングテーマ「優しさに守られて」（作曲）
- 『猫神やおよろず』
  - オープニングテーマ「神サマといっしょ」（作曲・編曲）
- 『TIGER & BUNNY』
  - キャラクターソング「正義の声が聞こえるかい」（作曲・編曲）
- 『侵略!?イカ娘』
  - オープニングテーマ「HIGH POWERED」（作曲・編曲）
  - キャラクターソング「A,B,C Dynamite girl!」（作曲・編曲）
  - キャラクターソング「ほっぴん☆すてっぴん☆しゅりんぴん」（作曲・編曲）
- 『カードファイト!! ヴァンガード』
  - エンディングテーマ「Starting Again」（作曲・編曲）
- 『真剣で私に恋しなさい!!』
  - キャラクターソング「痛快☆青春ファイター」（作曲・編曲）
- 『めだかボックス アブノーマル』
  - エンディングテーマ「守護心PARADOX」（作曲・編曲）
- 『ラブライブ!』
  - キャラクターソング「純愛レンズ」（作曲・編曲）

### ゲーム
- 『遙かなる時空の中で4』
  - キャラクターソング「神に背いた永遠の誓い」（作曲）
  - キャラクターソング「烈〜切り拓く未来〜」（作曲・編曲）
- 『戦国無双3 Z』
  - キャラクターソング「青冥之鷹」（作曲・編曲）
- 『アイドルマスター ミリオンライブ!』
  - キャラクターソング「Happy Darling」（作曲・編曲）
- 『アイドルマスター SideM』
  - キャラクターソング「ナツゾラRecords」（作曲・編曲）
  - キャラクターソング「♡Cupids!」（作曲・編曲）